# Kossino-Oukhtomski
Pour les articles homonymes, voir Oukhtomski.
Kossino-Oukhtomski (Муниципальный округ Косино-Ухтомский) est un district municipal de Moscou, dépendant du district administratif est.
Le district est situé à l'extérieur du MKAD.
À Kossino se trouve trois lacs : Beloïe Ozero (« lac Blanc »), Tchernoïe Ozero (« lac Noir ») et Sviatoïe Ozero (« lac Saint »).
 
Sur les rives du lac Blanc se trouve un groupe de trois églises : l'église de l'Assomption-de-la-Vierge (Sviato Ouspensky, en pierre), l'église Saint-Nicolas (Sviato Nikolsky, en pierre) et l'église Saint-Tikhon (Sviato Tikhonovski, en bois). Les deux églises de pierre ont été construites entre 1823 et 1826.

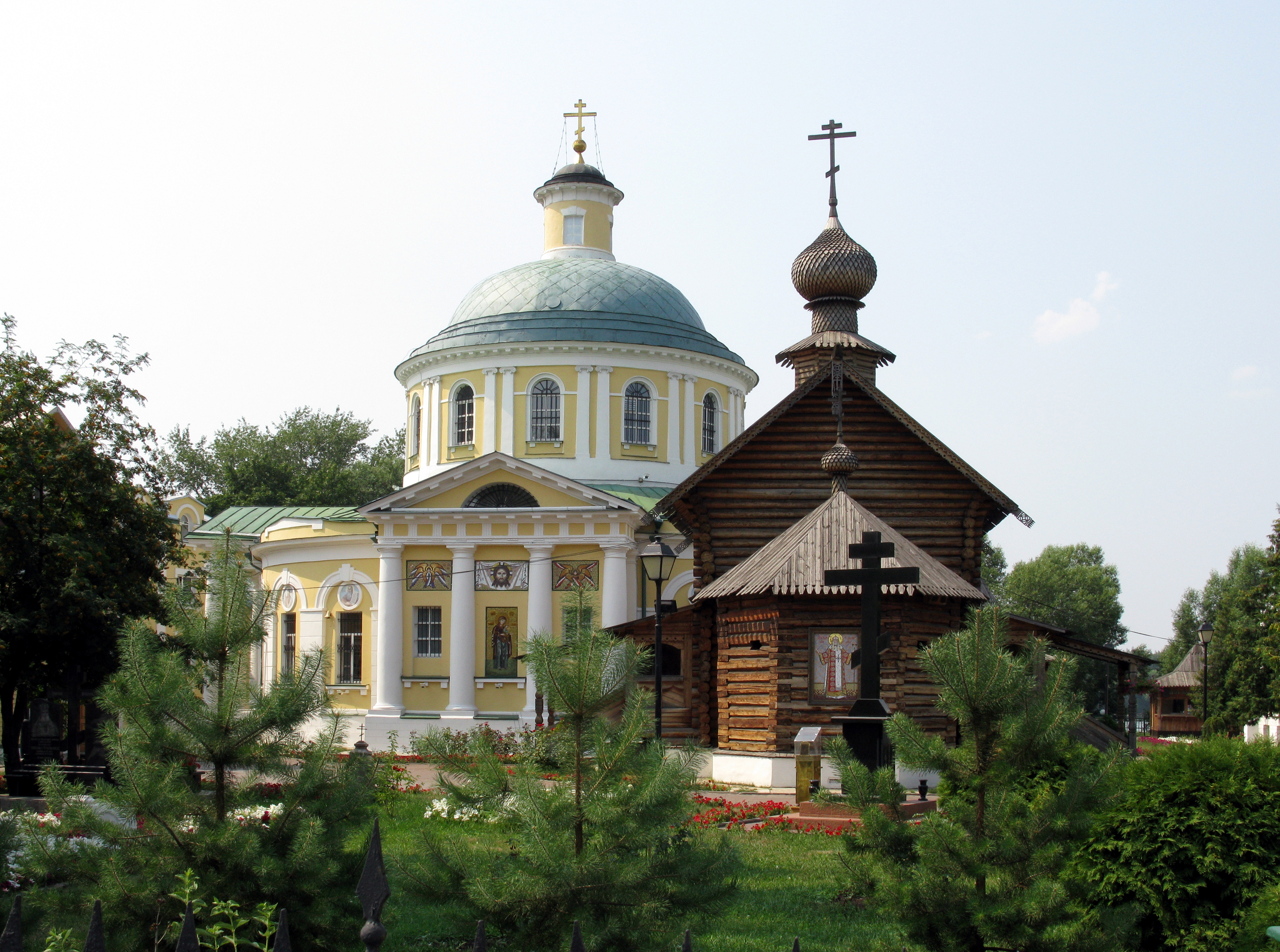
L'église de l'Assomption et l'église Saint-Tikhon.

## Histoire
Les fouilles archéologiques ont mis au jour dans la zone actuelle des traces de deux sites néolithiques et quinze tumulus. Beaucoup de trouvailles sont exposées au musée anthropologique de l'Université d'État de Moscou.

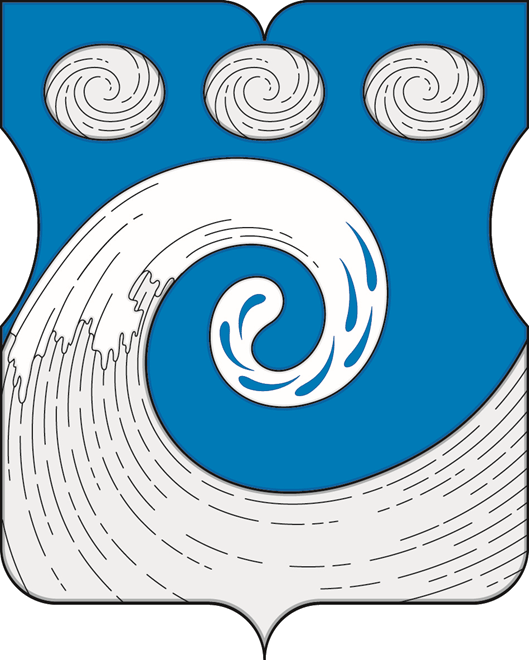
Armes du district
Drapeau du district